# Team GLS-Pakke Shop/2008
Deze pagina geeft een overzicht van de wielerploeg Team GLS - Pakke Shop in 2008.

## Algemeen
Algemeen manager: Søren Svenningsen
Ploegleiders: Tom Breschel, Brian Dandanell, Jesper Fredsgaard, Rolf Sørensen, Martin Kryger
Fietsmerk: Pinarello

## Renners
| Naam                       | Geboortedatum | Nationaliteit | Ploeg 2007                                           |
| -------------------------- | ------------- | ------------- | ---------------------------------------------------- |
| Nikola Aistrup             | 22-08-1987    | Denemarken    |                                                      |
| Glenn Bak                  | 07-06-1981    | Denemarken    | Murphy&Gunn - Newlyn - M. Donnelly - Sean Kelly Team |
| Roy Hegreberg              | 25-03-1981    | Noorwegen     | Team Coop-Øster Hus                                  |
| Casper Jørgensen           | 20-08-1985    | Denemarken    | Odense Energi                                        |
| Jonas Aaen Jørgensen       | 20-04-1986    | Denemarken    |                                                      |
| Thomas Kristiansen         | 08-11-1987    | Denemarken    |                                                      |
| Jacob Moe Rasmussen        | 19-01-1975    | Denemarken    |                                                      |
| Michael Mørkøv             | 30-04-1985    | Denemarken    |                                                      |
| Kristoffer Gudmund Nielsen | 20-05-1985    | Denemarken    |                                                      |
| Niki Østergaard            | 21-01-1988    | Denemarken    |                                                      |
| Martin Pedersen            | 15-04-1983    | Denemarken    | Team CSC                                             |
| Morten Birck Reckweg       | 03-10-1988    | Denemarken    |                                                      |
| Thomas Riber Sellebjerg    | 29-03-1987    | Denemarken    |                                                      |
| Peter Riis Andersen        | 25-07-1980    | Denemarken    |                                                      |
| Mikkel Schiøler            | 28-12-1989    | Denemarken    | beloften                                             |
| Christopher Stevenson      | 25-04-1982    | Zweden        | Amore & Vita - McDonald's                            |
| Brian Vandborg             | 04-12-1981    | Denemarken    | Discovery Channel Pro Cycling Team                   |

## Belangrijke overwinningen
| Giro del Capo 2e etappe: Michael Mørkøv Circuit des Ardennes 2e etappe: Martin Pedersen Tour du Loir-Et-Cher 3e etappe: Brian Vandborg eindklassement: Christopher Stevenson | Olympia's Tour proloog: Casper Jørgensen Kreiz Breizh Elites 1e etappe: Martin Pedersen Vlaamse Havenpijl Jonas Aaen Jørgensen | Ronde van Slowakije 4e etappe b: Martin Pedersen eindklassement: Kristoffer Gudmund Nielsen Omloop van het Houtland Martin Pedersen |